# Modello di van Ek
Il modello di van Ek è un modello di abilità comunicativa nel campo dell'apprendimento linguistico. Si fonda sul concetto che il modello a cui aspirare sia quello del parlante nativo.

## Caratteristiche
Secondo van Ek, l'abilità comunicativa è composta di sei abilità complementari:
1. Competenza linguistica
2. Competenza sociolinguistica (capacità di scegliere il linguaggio appropriato alle diverse situazioni sociali, per esempio sapere quando usare il "Sie", ossia il "Lei", in tedesco)
3. Competenza discorsiva
4. Competenza strategica (capacità di "salvarsi" usando soluzioni alternative qualora si sia carenti di competenza linguistica o sociolinguistica)
5. Competenza socio-culturale
6. Competenza sociale